# Страшна е, нали?
„Страшна е, нали?“ (на английски: Isn't She Great) е биографична трагикомедия от 2000 г., която представя измислената биография на авторката Джаклин Сюзан, изиграна от Бет Мидлър. Филмът е международна копродукция между САЩ, Великобритания, Германия и Япония, филмът е режисиран от Андрю Бергман, по сценарий на Пол Рудник, който е базиран на статията от Ню Йоркер през 1995 г., написан от Майкъл Корда.
Открит е във 750 щатски кина на 28 януари 2000 г., той беше нападнат от критици и отбягван от публиката и спечели само 3 милиона долара в боксофиса, много по-малко от цената му от 44 милиона долара. Мидлър е номинирана за „Златна малинка“ за лоша актриса.

## Актьорски състав
| Актьор              | Роля             |
| ------------------- | ---------------- |
| Бет Мидлър          | Джаклин Сюзан    |
| Нейтън Лейн         | Ървинг Мансфийлд |
| Стокард Чанинг      | Флорънс Мейбъл   |
| Дейвид Хайд Пиърс   | Майкъл Хастингс  |
| Джон Клийз          | Хенри Маркъс     |
| Аманда Пийт         | Деби Клаусман    |
| Джон Ларокет        | Мори Манинг      |
| Кристофър Макдоналд | Брад Брадбърн    |
| Дина Спайбей        | Бамби Медисън    |
| Лари Блок           | Хърби            |
| Франк Винсент       | Аристотел Онасис |
| Джеймс Вилемайър    | Джим Морисън     |
| Пол Бенедикт        | Професор Браниак |
| Сам Стрийт          | Труман Капоти    |